# 2860 Pasacentennium
2860 Pasacentennium è un asteroide della fascia principale. Scoperto nel 1978, presenta un'orbita caratterizzata da un semiasse maggiore pari a 2,3321640 UA e da un'eccentricità di 0,2155685, inclinata di 22,68541° rispetto all'eclittica.